# Pavona decussata
Pavona decussata är en korallart som först beskrevs av James Dwight Dana 1846.  Pavona decussata ingår i släktet Pavona och familjen Agariciidae. IUCN kategoriserar arten globalt som sårbar. Inga underarter finns listade i Catalogue of Life.